# William Payne-Gallwey (1er baronnet)
William Payne-Gallwey, 1er baronnet (1759-16 avril 1831) est un général britannique et gouverneur des îles sous le vent.

## Biographie
Il est le plus jeune fils de Ralph Payne et de sa deuxième épouse Margaret Gallwey, de Saint-Kitts, Antilles. Il sert comme Lieutenant général en Inde et est commandant en second de l'armée britannique en Espagne. Par la suite, il est nommé gouverneur des îles sous le vent. Le général Payne est le demi-frère de Ralph Payne (1er baron Lavington) (en) (mort en 1807), qui est également gouverneur des îles Sous-le-Vent.

## Carrière
Après avoir rejoint le 1er (Royal) Régiment de Dragons en tant que lieutenant en 1777, il est promu capitaine en 1782 et entre en action en Flandre. En 1796, il est transféré aux 3rd Dragoon Guards, devenant colonel en 1798. Par la suite, il passe trois ans dans l'état-major de l'armée en Irlande avant d'échanger avec le 10th Royal Hussars en tant que major-général. En 1807, il est nommé colonel dans le 23e Light Dragoons et combat dans la Guerre d'indépendance espagnole (1807-1814), recevant la médaille d'or de l'armée pour son service à la bataille de Talavera (1809). Promu lieutenant-général en 1811, il devient colonel du 19e Light Dragoons en 1814, suivi de périodes dans les 12e Royal Lancers et 3e The King's Own Hussars. En 1825, il devint général à part entière .
Il est créé baronnet dans le baronnage du Royaume-Uni le 8 décembre 1812. Le 7 mars 1814, il prend le nom de famille supplémentaire de Gallwey, conformément au testament de son oncle maternel Tobias Wall Gallwey de St. Christopher Island.
Le 19 novembre 1804, William Payne épouse Harriet Quinn (décédée le 13 décembre 1845), fille de Valentine Quin (1er comte de Dunraven et Mount-Earl). Ils ont deux fils et une fille, Caroline. Leur deuxième fils, Philip, a sept fils, deux filles et de nombreux descendants. Son fils aîné et héritier, William Payne-Gallwey (2e baronnet) lui succède.